# Villa Godthem

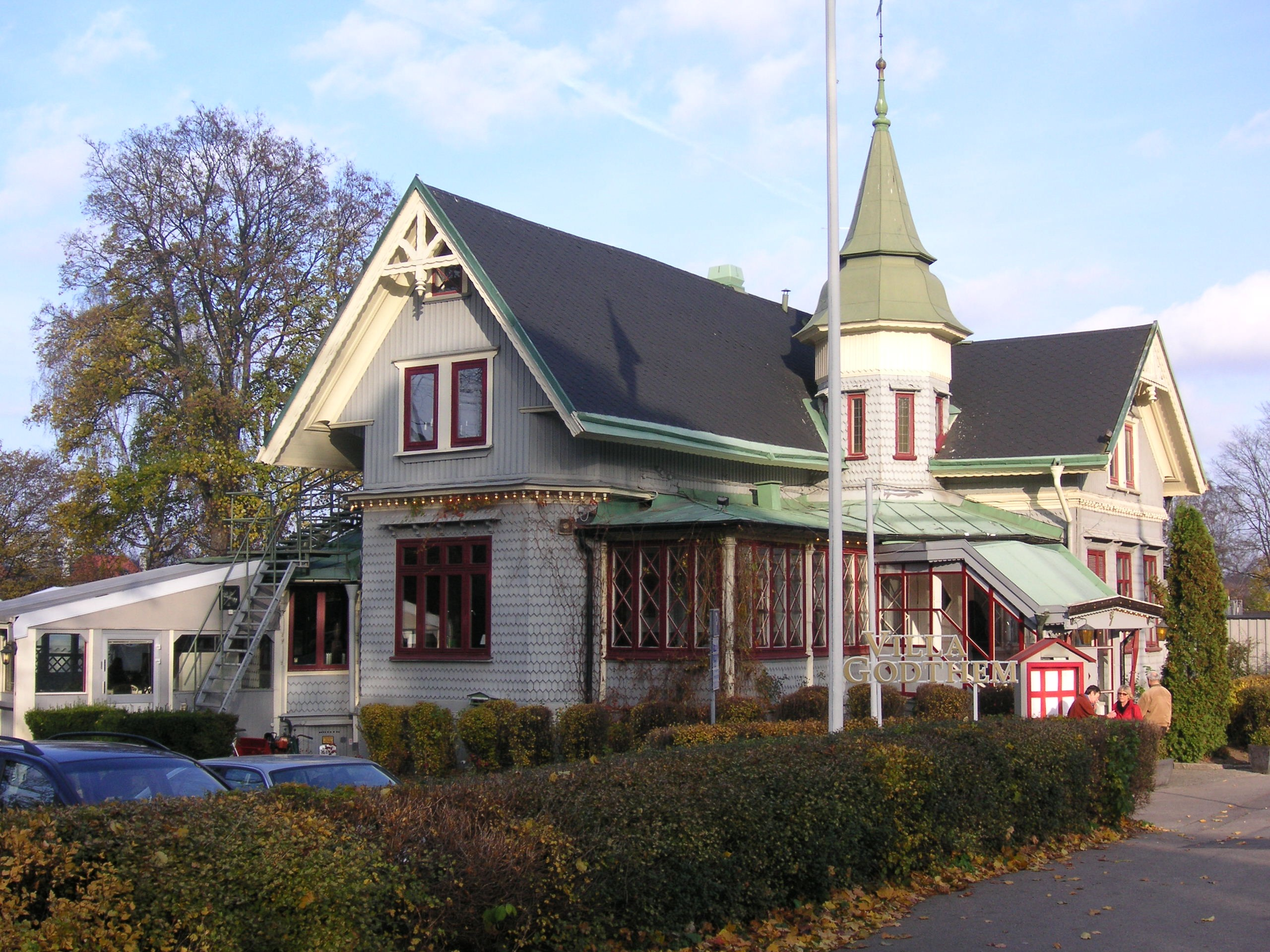
Villa Godthem 2007.

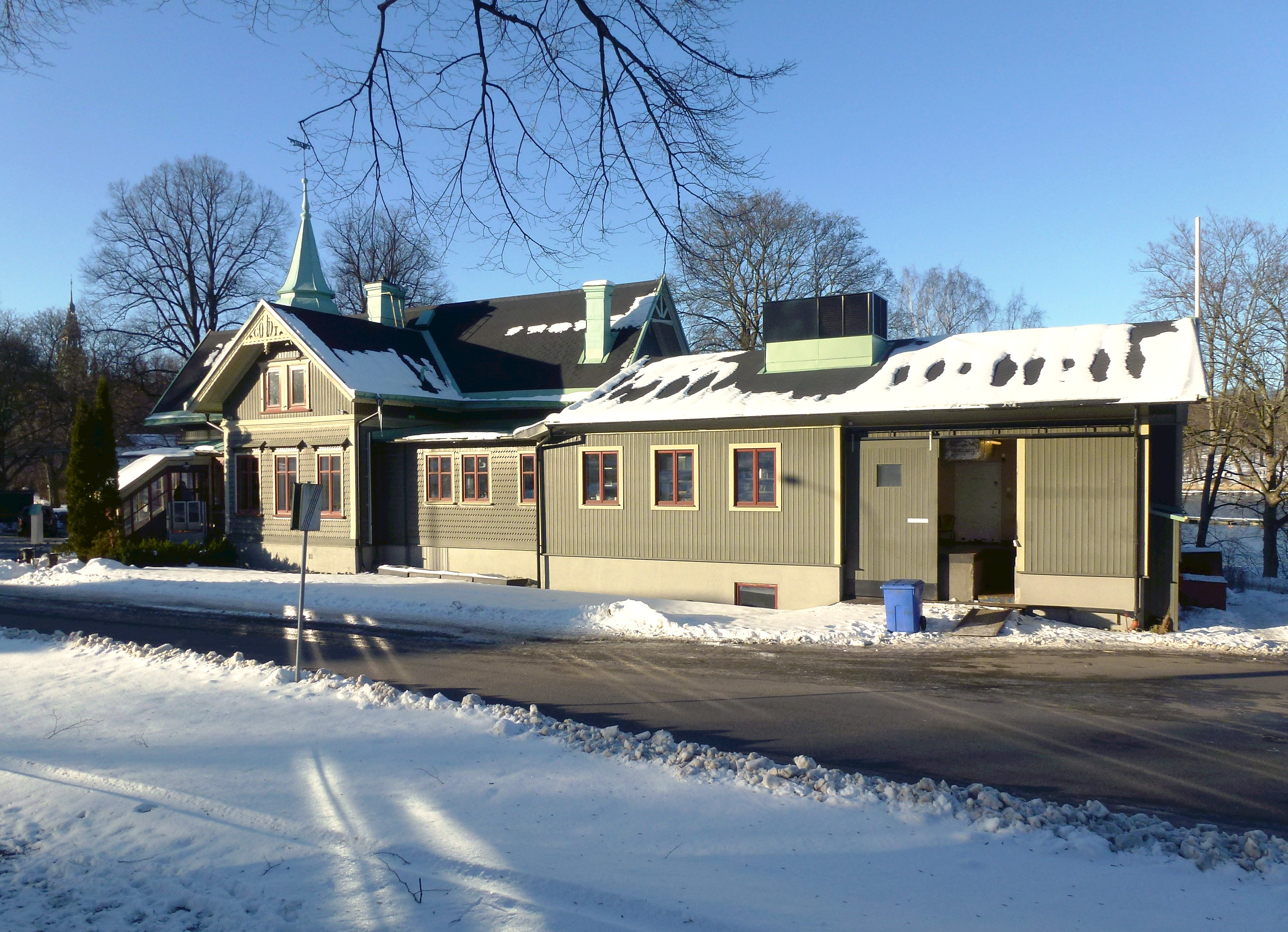
Villa Godthem 2015.

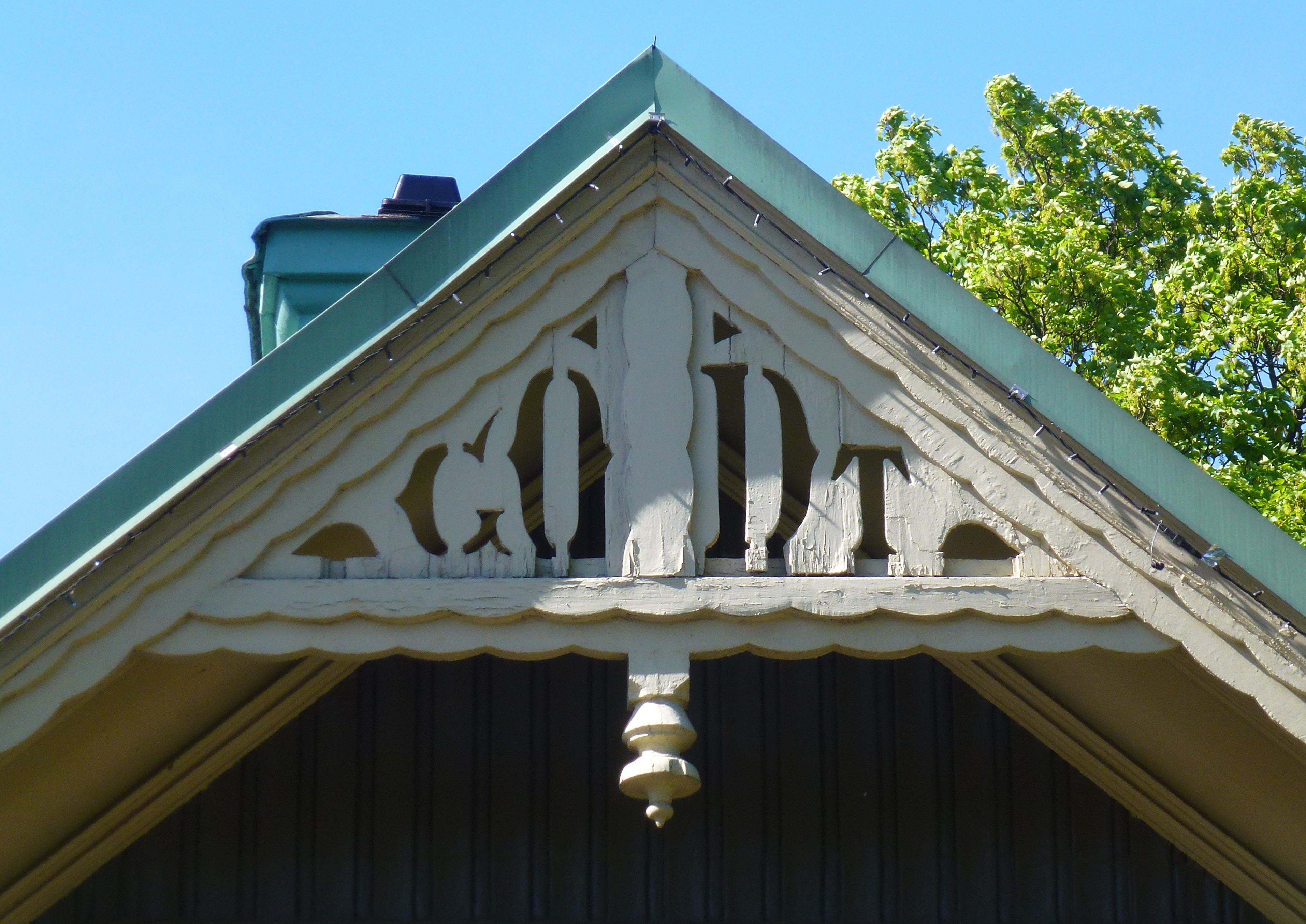
"GODT" i gavelspetsen.

Villa Godthem är en grosshandlarvilla och före detta privatbostad på Djurgården i Stockholm som sedan Stockholmsutställningen 1897 fungerar som restaurang. Villan är belägen vid Rosendalsvägen 9, mitt emot Wärdshuset Ulla Winbladh. 

## Villans namn
Villans förste ägare Carl Johan Uddman, var en populär operasångare med stor känsla för komik. Villans namn, Godthem, kommer från Uddmans valspråk "Godt!" En annan version hur villan fick sitt namn berättar att när den voluminöse Uddman för ovanlighetens skull promenerat hem från Operan och väl kommit in i hallen flåsade han fram: ”Jag har gått hem!”

## Byggnaden
Villan uppfördes 1874 av beundrare till Uddman vilka gav sångaren huset som gåva. Byggnaden är en envåningsvilla med inredd vindsvåning och är ett välbevarat exempel på tidens rikt utsmyckad träarkitektur i schweizerstil. I en av villans gavelspetsar finns ett lövsågeri med bokstäverna "GODT" och takets vindflöjel bär initialarena "C.J.U" efter Carl Johan Uddman. Mot Djurgårdsbrunnsviken finns en inglasad veranda som tillkom 1981. Under Stockholmsutställningen 1897 hade Stora Bryggeriet här en populär servering, som fortsatte även efter utställningen.
Idag inrymmer huset restaurang Villa Godthem (tidigare Wärdshuset Godthem), driven av Melker Andersson sedan juni 2011.